# مبروك (مسلسل)
مبروك هو مسلسلٌ سوري اجتماعي كوميدي صدر عام 2001، من تأليف ممدوح حمادة وإخراج هشام شربتجي. يتألف المسلسل من 42 حلقة، شارك فيه عددٌ من الممثلين، ومنها: عبد المنعم عمايري، رفيق سبيعي، سلاف فواخرجي، زهير عبد الكريم، وفاء موصللي، جرجس جبارة، نادين الخوري، عمر حجو، أنطوانيت نجيب، وائل رمضان، عبد الهادي الصباغ، معن عبد الحق، طارق الصباغ.

## وصلات خارجية
- مبروك على موقع قاعدة بيانات الأفلام العربية